# Osthofen (Wüstung)
Osthofen ist eine Wüstung in der Gemarkung der Stadt Iphofen im unterfränkischen Landkreis Kitzingen. Wahrscheinlich wurde die Siedlung im 15. Jahrhundert aufgegeben. Die Gründe hierfür sind unklar.

## Geografische Lage
Die genaue Lage der Wüstung ist unklar und kann heute nur noch ungefähr nachvollzogen werden. Gesichert ist, dass sie sich im Osten der Gemarkung von Iphofen befinden muss. Ein alter Flurname, der heute nicht mehr in Verwendung ist, verortete sie in das Tal des Wehrbachs zwischen Iphofen und Poppenhof, Birklingen. Die Siedlung lag wohl zwischen den Steigerwaldbergen Schwan- und Kalbberg südwestlich des Kirchbergleins.

## Geschichte
Der Ortsname der Wüstung ist typisch für die fränkische Kolonisationszeit zwischen dem 7. und 8. Jahrhundert. Hierauf verweist die Endung -hofen, die, ähnlich wie bei Iphofen, häufig in dieser Zeit anzutreffen ist. Damals errichteten die neuen Siedler in Mainfranken Königshöfe, die von Frongütern umgeben waren. So entstand auch Iphofen. Diese Güter waren zumeist nach der Himmelsrichtung benannt, in der sie, vom Königshof aus, lagen. Eventuell war Osthofen auch ein Nachzügler in der Benennung.
Erstmals erwähnt wurde Osthofen im Jahr 1407. Die späte Erstnennung könnte ein Hinweis auf die spätere Besiedlung des Ortes sein. Damals fanden sich im Urbar des Zisterzienserklosters Ebrach einige Weinberge in der „marchia Ypfehouen“ (lat. Mark Iphofen, hier eher die Gerichtsmark benennend). Unter anderem wurden Weingärten bei „Osthouen“ in der Quelle aufgeführt. Da die Siedlung in späterer Zeit nicht mehr auftaucht, kann davon ausgegangen werden, dass das Dorf noch im 15. Jahrhundert verlassen wurde.